# Język indonezyjski
Język indonezyjski (indonez. bahasa Indonesia) – język z rodziny austronezyjskiej, od 1949 roku objęty statusem języka urzędowego w Indonezji. Według danych spisu ludności z 2020 roku posługuje się nim 249 mln mieszkańców tego kraju. W Indonezji język indonezyjski spełnia wszelkie funkcje języka państwowego – jest językiem komunikacji urzędowej, edukacji i środków masowego przekazu; powstaje w nim literatura oraz większość tekstów oficjalnych. Jest używany jako lingua franca wśród różnych grup etnolingwistycznych.
Pojęcie języka indonezyjskiego zostało sformalizowane w konstytucji Republiki Indonezji z 1945 roku. Od momentu uznania suwerenności Indonezji w 1949 roku język ten spełnia rolę języka państwowego. Urósł do rangi języka narodowego i jest określany mianem języka jedności (bahasa persatuan). Większość mieszkańców Indonezji, władających językiem indonezyjskim, posługuje się bowiem również jednym z siedmiuset języków lokalnych, takich jak jawajski, sundajski czy balijski. Indonezyjski stał się jednym z głównych języków Azji Południowo-Wschodniej (pod względem liczby użytkowników i zasięgu użycia).
Literacki język indonezyjski jest zbliżony do odmian języka malajskiego z Malezji, Singapuru i Brunei, odróżnia się natomiast źródłami słownictwa oraz pewnymi cechami wymowy i morfologii. Nie bez znaczenia dla jego odrębności pozostaje również tożsamość narodowa mieszkańców Indonezji, jako czynnik motywujący samodzielny rozwój języka. Ponadto, o ile Indonezja i Malezja dzielą w dużej mierze wspólny (choć nie tożsamy) język standardowy, to do złożonego charakteru sytuacji socjolingwistycznej przyczynia się obecność wysoce zróżnicowanych form potocznych i regionalnych.
Indonezyjski odznacza się dużym poziomem dyglosji, tj. silnym zróżnicowaniem ze względu na sferę użycia . Jednocześnie nie jest pozbawiony wpływów języków lokalnych, które nadają mu dynamiczny i różnorodny charakter. Codzienny indonezyjski czerpie nie tylko z zasobów języka standardowego, ale oferuje też duży repertuar potocznych bądź lokalnych sformułowań i konstrukcji gramatycznych. Znaczną część wpływów o podłożu niemalajskim stanowią wpływy języka jawajskiego, które sięgają zarówno leksyki, jak i elementów potocznej gramatyki.
Z punktu widzenia typologii język indonezyjski wykazuje cechy aglutynacyjne, przy czym w odmianach potocznych pojawiają się elementy izolujące. Akcent pada zwykle na drugą sylabę od końca, a w zdaniu panuje szyk SVO (podmiot orzeczenie dopełnienie). Do jego zapisu służy podstawowy alfabet łaciński, składający się z 26 liter.
W przeciwieństwie do wielu innych języków Azji Południowo-Wschodniej (ale podobnie jak np. filipiński czy inne języki austronezyjskie) indonezyjski nie jest językiem tonalnym.

## Status i użycie
Indonezja charakteryzuje się złożoną sytuacją językową, polegającą na współistnieniu licznych grup etnicznych i języków regionalnych. Język malajski (pod nazwą „język indonezyjski”) został półoficjalnie ogłoszony językiem narodowym 28 października 1928 w Batavii, kiedy to doszło do złożenia Przysięgi Młodzieży (Sumpah Pemuda). Deklaracja ta została sformalizowana w konstytucji z 1945 roku. Język malajski pomyślnie zadomowił się jako język urzędowy niepodległej Indonezji (od 1949 r.), a nazwę „język malajski” stopniowo wyparł termin „język indonezyjski”. Język indonezyjski stał się językiem oświaty i środków masowego przekazu, ostatecznie zyskując pierwszeństwo przed innymi znaczącymi językami archipelagu, takimi jak jawajski i sundajski. Przekształcił się także w element tożsamości narodowej Indonezyjczyków, jako byt politycznie i systemowo odrębny od malajskiego z Malezji, Singapuru i Brunei. Kolonialny język niderlandzki, dawniej używany przez elity społeczne, przestał odgrywać kluczową rolę i został wyeliminowany z systemu edukacji oraz administracji. W związku z polityką władz kolonialnych niderlandzki ani nie został narzucony ogółowi społeczeństwa, ani nie był promowany na szeroką skalę – co odróżnia Indonezję od wielu krajów o przeszłości kolonialnej, gdzie zaczęły obowiązywać języki europejskie.

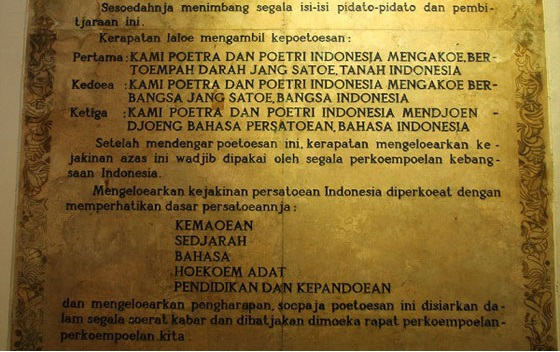
Przysięga Młodzieży została złożona w 1928 roku w ówczesnej Batavii. Znalazła się tutaj afirmacja języka indonezyjskiego jako języka narodowego mieszkańców Indonezji.

Istnieje kilka powodów, które miały zadecydować o uczynieniu malajskiego językiem narodowym i państwowym. Wprawdzie malajski nie był w Indonezji językiem dominującym pod względem liczby użytkowników, ale wyróżniał się swoją ekspansją geograficzną oraz historycznym zakorzenieniem w roli lingua franca regionu, sięgającym setek lat wstecz. Język Malajów był bowiem stosowany w handlu i polityce, a od VI wieku służył do kontaktów międzynarodowych w Azji Południowo-Wschodniej. Posługiwało się nim królestwo Śriwidżaja (VII–XI w.) na Sumatrze, a następnie był używany przez państwa Bintan, Tumasik, Malakka, Johore i Riau. Przyjął się w regionie zwanym Nusantarą, od Sumatry (na zachodzie) po wybrzeża zachodniej Nowej Gwinei (na wschodzie). Jednocześnie malajski nie był na wyspach językiem żadnej uprzywilejowanej grupy społecznej, ani językiem ojczystym dominującego ludu, co miało sprzyjać wyniesieniu go do rangi języka narodowego. Ponadto język malajski, jako język egalitarny, miał być stosunkowo łatwy do przyswojenia dla zróżnicowanej ludności Indonezji. Brak w nim bowiem typowych dla języków Indonezji hierarchicznych poziomów mowy, wyrażanych poprzez zniuansowane słownictwo i afiksy gramatyczne. Jednakże wypromowany standard języka indonezyjskiego został oparty na klasycznym języku literackim (odmianie johor-riau), nie zaś na powszechniej znanym języku bazarowym, wskutek czego umocniło się rozróżnienie między językiem wysokim (oficjalnym) a niskim (nieformalnym).

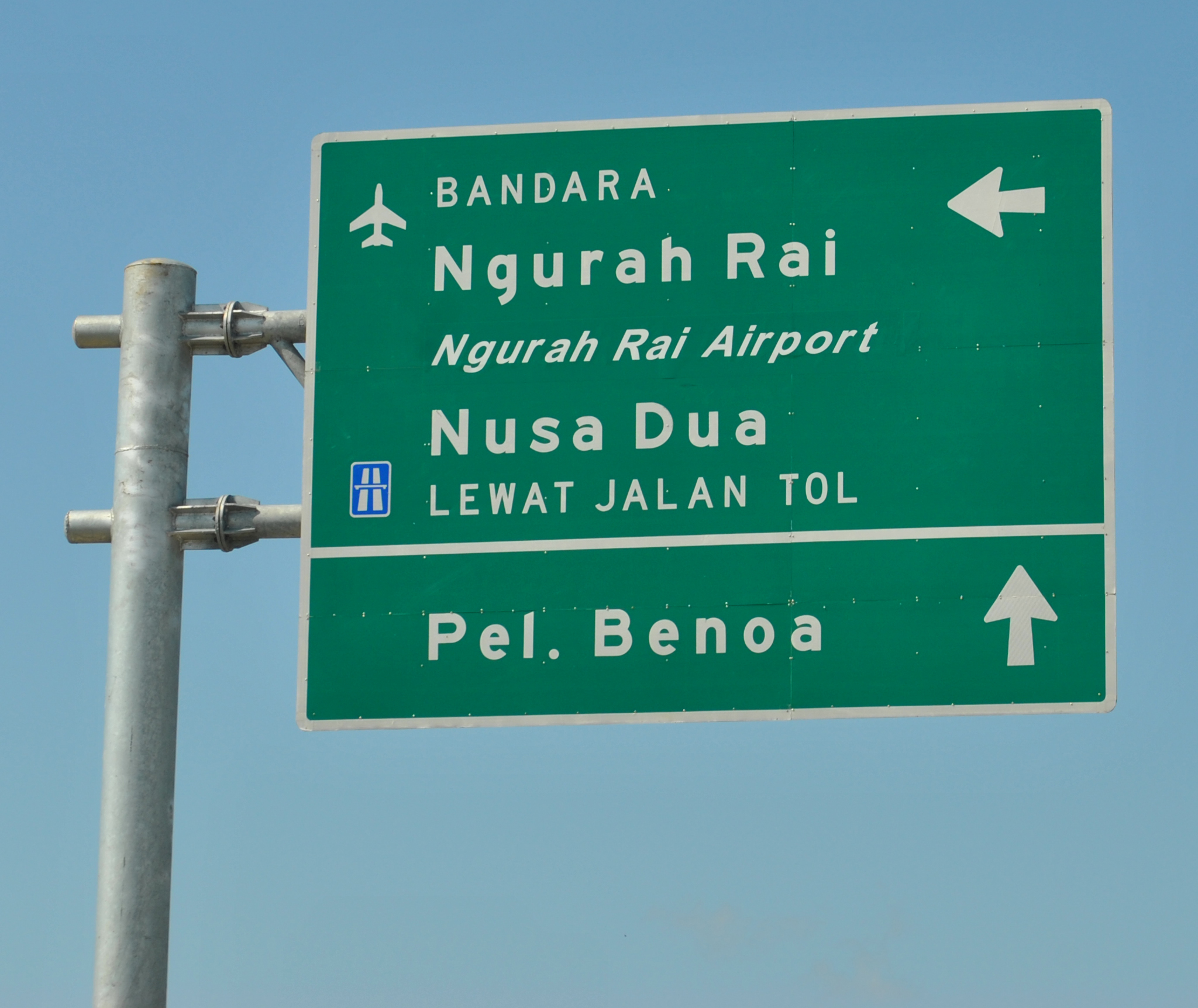
Znak w języku indonezyjskim

Według danych spisu ludności z 2020 roku językiem indonezyjskim posługuje się 249 mln mieszkańców Indonezji. Jednocześnie nieco ponad 70% ludności używa języków lokalnych w środowisku domowym lub w kontaktach z osobami z sąsiedztwa i rodziny. Indonezyjski jest używany najczęściej jako język ojczysty w miastach Indonezji, natomiast jako język wyuczony – na terenach wiejskich i w mniejszych miejscowościach, gdzie ludność posługuje się jednym z języków regionalnych. Kształcenie, niemal wszystkie transmisje medialne oraz inne formy komunikacji oficjalnej (w administracji czy biznesie) są prowadzone w języku indonezyjskim; indonezyjski to też język bogatej literatury i popkultury. Rola języków regionalnych bywa ograniczona do sytuacji nieformalnych (służą zatem jako nieformalne dopełnienia języka narodowego), choć niektóre z nich są stosowane w szerszym spektrum domen użycia. Czasem mowa wręcz o kontinuum (C.E. Grimes), na którego jednym krańcu znajdują się miejscowe języki (języki etniczne i odmiany malajskiego, tzw. basilekt), na drugim zaś standardowy indonezyjski (jako język mediów, edukacji itp. – tzw. akrolekt).
Znajomość języka indonezyjskiego jest szerzona przez system edukacji i środki masowego przekazu. Typowi Indonezyjczycy ze starszych pokoleń w domu przyswajali swój lokalny język, a umiejętność posługiwania się indonezyjskim nabywali dopiero w procesie edukacji szkolnej. Jednakże z czasem krajowa sytuacja językowa znacząco się zmieniła. Wraz ze wzrastającą mobilnością upowszechniły się małżeństwa mieszane, stąd też wielu ludzi nie posiadło znajomości żadnego języka lokalnego. Część rodziców świadomie nie przekazuje dzieciom swojego języka, starając się, by te przyswoiły indonezyjski jako język ojczysty; spotyka się przekonanie, że obecność języka lokalnego nie sprzyja procesowi uczenia się. W dzisiejszej dobie większość Indonezyjczyków wyrasta w środowisku dwujęzycznym, a kontakt z językiem indonezyjskim mają już we wczesnym dzieciństwie, czyli przed rozpoczęciem formalnej edukacji. Przeważnie uważają się toteż za rodowitych użytkowników tego języka, nawet jeśli w dzieciństwie przyswoili swój język etniczny, używany w obrębie lokalnej społeczności. W odróżnieniu od języków lokalnych, indonezyjski jest szeroko używany w wypowiedziach pisanych, komunikacji ponadregionalnej oraz w sferze oświaty. Uchodzi za symbol postępu i modernizacji. Bywa preferowany we wszelkiego rodzaju kontaktach formalnych, nawet między członkami tej samej grupy etnicznej. W największych ośrodkach miejskich, takich jak Dżakarta, Medan, Bandung i Surabaja, indonezyjski to wręcz język kontaktów domowych dla znaczącej części populacji.
W Timorze Wschodnim język indonezyjski ma status języka roboczego. Indonezyjski został wprowadzony w okresie okupacji kraju przez Indonezję i zachował się w szerszym użyciu (obok tetum i portugalskiego).

## Fonetyka
|                | przednie | centralne | tylne |
| -------------- | -------- | --------- | ----- |
| przymknięte    | iː       |           | uː    |
| półprzymknięte | e        | ə         | o     |
| otwarte        | a        |           |       |

W języku indonezyjskim występują także dwugłoski /ai/, /au/ i /oi/. W sylabach zamkniętych, tak jak w wyrazie air „woda”, dwie samogłoski są wymawiane oddzielnie.
|                     | wargowe | zębowe | zadziąsłowe | podniebienne | miękko- podniebienne | krtaniowe |
| ------------------- | ------- | ------ | ----------- | ------------ | -------------------- | --------- |
| zwarte nosowe       | m       | n      |             | ɲ            | ŋ                    |           |
| zwarte ustne        | p b     | t d    |             |              | k g                  | ʔ         |
| zwarto- szczelinowe |         |        | ʧ ʤ         |              |                      |           |
| szczelinowe         | (f)     | s (z)  | (ʃ)         |              | (x)                  | h         |
| półotwarte          | w       | l r    |             | j            |                      |           |

Spółgłoski w nawiasach występują tylko w zapożyczeniach.

## Gramatyka
W języku indonezyjskim istotną rolę odgrywa szyk wyrazów. Przykładowo człon określający sytuuje się zawsze po członie określanym – np. rumah besar – „duży dom”, tidur nyenyak – „słodko spać”. W zdaniu pojedynczym podmiot znajduje się przed orzeczeniem, a okolicznik stoi zwykle na ostatnim miejscu w zdaniu – por. Kemarin saya menulis surat di sekolah saya – „Wczoraj w (swojej) szkole napisałem list”. Do wyrażania znaczeń gramatycznych służy często reduplikacja – w przypadku rzeczowników zreduplikowana forma stanowi liczbę mnogą (np. rumah – „dom” w porównaniu do rumah-rumah – „domy”, w dawnym piśmiennictwie przyjęty był także zapis rumah2), przy czym liczba mnoga wynika zwykle z kontekstu i nie musi być określona gramatycznie. Zwiększone użycie zreduplikowanych form rzeczowników (pierwotnie rzeczowników zbiorowych) w celu uwydatnienia liczby mnogiej wynika z naśladowania języków europejskich, które umożliwiają oddanie tego znaczenia za pomocą morfologii. Reduplikacja czasowników wyraża iteratywność (fakt powtarzania się danej czynności) – np. berjalan – „iść”, berjalan-jalan – „chodzić, spacerować”. Reduplikacja jest także środkiem słowotwórczym, który może całkowicie zmieniać sens wyrazu, np. orang – „człowiek, osoba”, orang-orangan – „strach na wróble”.
W słowotwórstwie języka indonezyjskiego funkcjonuje wiele afiksów – są to m.in. przedrostki takie jak ber-, per-, ter-, meN-, peN- (N oznacza zmiany asymilacyjne pod wpływem postaci rdzenia), se-, ke-, di- czy też przyrostki – -an, -kan. Wrostki typu -el-, -er-, -em- występują w ograniczonej grupie słów i nie mają charakteru produktywnego. Nie osiągnięto pełnej zgody co do sposobu wyróżniania części mowy (przeważnie wyodrębnia się klasy czasowników i rzeczowników, mniej jasny jest zaś status przymiotników i przysłówków). Rozbieżności te wynikają z istnienia różnych kryteriów klasyfikacji i częstego kierowania się wzorcami języków europejskich (które niekoniecznie są właściwe dla innych obszarów językowych). Według jednego z poglądów można uznać, że rdzenie indonezyjskie nie dają się zakwalifikować do żadnej klasy wyrazów, dopóki nie zostaną poddane afiksacji lub umiejscowione w zdaniu.
Przedrostek ber- jest dołączany m.in. do rzeczowników, wówczas tworzy czasowniki nieprzechodnie, np. anak – „dziecko”, beranak – „mieć dzieci”; isi – „zawartość”, berisi – „zawierać”. Prefiks meN- tworzy natomiast czasowniki przechodnie – np. air – „woda”, mengairi – „nawadniać” (tutaj wraz z sufiksem -i). Przedrostki di- i ter- wyrażają bierność, np. diairi – „być nawadnianym”, terbuka – „otwarty” (por. membuka – „otwierać”). Prefiks ter- może także wyrażać potencjalność bądź stopień najwyższy przymiotnika – dengar – „słyszeć”, terdengar – „słyszalny”; tinggi – „wysoki”, tertinggi – „najwyższy”. Przedrostek peN- tworzy rzeczowniki określające wykonawców czynności i narzędzia, np. menulis – „pisać”, penulis – „pisarz”, a w połączeniu z przyrostkiem -an tworzy nazwy czynności, por. mendidik – „kształcić”, pendidikan – „kształcenie” (zestawienie tych afiksów można opisać jako cyrkumfiks). Prefiks ke- prawie nigdy nie występuje samodzielnie i dopiero w połączeniu z sufiksem -an tworzy rzeczowniki, nazywając głównie pojęcia abstrakcyjne – por. besar – „duży”, kebesaran – „wielkość” (mowa zatem o cyrkumfiksie ke-...-an). Przy użyciu prefiksu se- formuje się tzw. ekwatyw, czyli formę przymiotnika lub przysłówka wskazującą na jednakową intensywność cechy (kuat – „silny”, sekuat – „tak samo silny”; np. w sformułowaniu orang sekuat singa – „człowiek jest tak samo silny jak lew”).
Niektóre wyrazy podstawowe same w sobie są dopuszczalnymi czasownikami, toteż mogą występować bez dodatkowych afiksów (np. mau, ingin – „chcieć, życzyć sobie”, a także niektóre czasowniki przechodnie: makan – „jeść”, minum – „pić”, minta – „prosić”). Formy z prefiksem meN- mogą wprowadzać dodatkowy niuans znaczeniowy (makan – „jeść”, memakan – „konsumować, zużywać”). Pominięcie prefiksu meN- jest możliwe również dla typowych czasowników przechodnich, choć zjawisko to należy do domeny wypowiedzi ustnych (i pisanych stylizowanych na potoczne). Niezależnie od tego w niektórych konstrukcjach zdaniowych usunięcie przedrostka meN- jest umotywowane gramatycznie.
Przyrostek -i (jak w czasowniku mengairi – „nawadniać”) ma w słowotwórstwie różne funkcje, może kierować uwagę na obiekt podlegający wpływowi wykonywanej czynności (np. menulis – „pisać”, menulisi – „pisać na czymś, zapełnić coś pismem”) lub wyrażać iteratywność, por. memukul – „uderzyć”, memukuli – „uderzać”. Dołączany do czasowników sufiks -kan wyraża natomiast relację benefaktywności (por. membeli – „kupić”, membelikan – „kupić komuś”) lub pełni funkcję kauzatywną, np. merebah – „paść”, merebahkan – „opuścić, położyć”.
Wyrazy podstawowe pozbawione afiksów występują w utartych złożeniach i są wykorzystywane do tworzenia neologizmów określających nowe pojęcia. Przykładowo cząstka tata („układ, system”) stanowi składnik dużej grupy terminów, jak np. tata bahasa („gramatyka”) i tata usaha („administracja”), a wyrażenie ilmu hitung („nauka” + „liczyć” – wyraz podstawowy) oznacza arytmetykę. Często spotykanym zjawiskiem w słowotwórstwie indonezyjskim są skrótowce i inne środki ekonomii językowej.
Do specyfiki języka indonezyjskiego należą m.in. takie cechy jak brak odmiany przez przypadki i czasy czy też spełnianie przez przymiotniki funkcji czasowników nieprzechodnich. Indonezyjskie zaimki osobowe są zróżnicowane pod względem stopnia grzeczności (np. aku – „ja”, saya – również „ja”, ale grzeczniej). Dzierżawczość wyraża się przy użyciu specjalnych afiksów (np. -ku – „mój”, -mu – „twój”) lub odpowiednią pozycją zaimka osobowego lub rzeczownika (por. anak teman – „dziecko przyjaciela”, anak saya – „moje dziecko”). Nie występuje także rodzaj gramatyczny, znany np. z języków słowiańskich. Istnieje jednak pewna grupa wyrazów, które mają odrębne formy żeńskie – por. seniman – „artysta”, seniwati – „artystka”. Często dotyczy to słów o rodowodzie arabskim, np. almarhum i almarhumah.
Nie występuje czasownik łącznikowy (copula) odpowiadający angielskiemu to be, niemniej w pewnych zdaniach („coś jest czymś”) podobną funkcję spełnia wyraz adalah (o charakterze opcjonalnym). Łącznik adalah może pojawić się przed frazą rzeczownikową, lecz zwykle nie występuje ani przed przymiotnikiem, ani przed wyrażeniem przyimkowym (przy wyrażaniu, gdzie coś się znajduje). O ile zwykle nie jest gramatycznie wymagany, to czasami pomaga zapobiec niejednoznaczności zdania, zwłaszcza w rejestrze pisanym, który nie dysponuje środkami intonacji. Nie zachowuje się jak czasownik (i trudno go zakwalifikować do tej klasy), chociażby nie łączy się z przeczeniem tidak (funkcję formy przeczącej od adalah pełni bukan).
W języku indonezyjskim, podobnie jak w wielu innych językach Azji, istnieje szereg różnych klasyfikatorów, czyli słów, które pośredniczą między liczebnikiem a wyrazem określanym. Przykładowo klasyfikatora ekor (dosł. „ogon”) używa się do mówienia o zwierzętach, orang – do mówienia o ludziach, a buah (dosł. „owoc”) to ogólny klasyfikator odnoszony do obiektów nieożywionych. Są też znane bardziej wyspecjalizowane klasyfikatory, np. batang służy do liczenia papierosów, ołówków i rzek. W połączeniu z prefiksem se- klasyfikatory tworzą odpowiedniki przedimka nieokreślonego w języku angielskim (a/an) i w tym znaczeniu są najszerzej stosowane (np. seorang guru – „jakiś nauczyciel”). Ich użycie nie jest wymagane przy wyrażaniu mnogości (np. „trzy listy” to tiga surat lub tiga pucuk/buah surat); również w liczbie pojedynczej mogą być pomijane (sepucuk/sebuah pistol lub po prostu pistol – „[jakiś] pistolet”). Wiele klasyfikatorów wychodzi z codziennego użycia. 
Indonezyjski jest jednym z języków, w których – w związku z dyglosją – istnieje duża różnica między odmianą pisaną (standardem) a mówioną (reprezentowaną przez szereg odmian lokalnych). Potoczny język indonezyjski w mniejszym zakresie wykorzystuje afiksy do wyrażania treści. Odmiany potoczne (jak np. dżakarcka czy dialekt z Riau) w większym stopniu wykazują cechy języków izolujących. Ich morfologia jest uboga, a zanikowi afiksacji towarzyszy zacieranie się różnic między częściami mowy. Powodów uproszczenia morfosyntaktyki można upatrywać częściowo w procesach wewnętrznych, lecz z pewnością przyczyniła się do tego ekspansja malajskiego w charakterze lingua franca i języka drugiego.
Odmiana dżakarcka dysponuje zasadniczo innym repertuarem afiksów; np. sufiksom -kan i -i odpowiada przyrostek -in, pochodzący z języka balijskiego. Do cech morfologii języka potocznego, które mają swoje źródło w języku jawajskim, należą: pomijanie przedrostka ber-, użycie przedrostka ke- zamiast ter-, użycie cyrkumfiksu ke- -an zamiast terlalu (informuje o nadmiarze cechy wyrażonej przymiotnikiem), użycie cyrkumfiksu men- -kan w miejscu memper- -kan,  użycie przyrostka -an w znaczeniu „bardziej”.

## Zaimki osobowe
Indonezyjski operuje rozbudowanym zasobem zaimków osobowych, których użycie jest uzależnione od kontekstu rozmowy, wieku czy pozycji rozmówcy. Największe zróżnicowanie społeczne dotyczy form drugiej osoby.
| Osoba  | Liczba pojedyncza        | Liczba pojedyncza | Liczba mnoga  | Liczba mnoga    |
| ------ | ------------------------ | ----------------- | ------------- | --------------- |
| 1. os. | aku, daku                | ja                | kami          | my (exclusivus) |
| 1. os. | saya                     | ja                | kita          | my (inclusivus) |
| 2. os. | kamu, engkau, kau, dikau | ty                | kalian        | wy              |
| 2. os. | Anda                     | ty                | Anda sekalian | wy              |
| 3. os. | dia, ia                  | on/ona            | mereka        | oni             |
| 3. os. | beliau                   | on/ona            | mereka        | oni             |

Zaimki kita, kami (1. os. lmn.), ia, dia (3. os. lp.) i mereka (3. os. lmn.) są uważane za społecznie neutralne. Z kolei zaimki aku (1. os. lp.), engkau, kau, kamu (2. os. lp.) i kalian (2. os. lmn.) są używane przy zwracaniu się do dzieci, młodszych osób dorosłych, a także między osobami o podobnej pozycji społecznej, pozostającymi w bliskiej relacji. Formy saya (1. os. lp.) i Anda (2. os. lp.) często uchodzą za neutralne, przy czym ta pierwsza sygnalizuje raczej brak zażyłości, a druga jest stosowana głównie w reklamach, obwieszczeniach i innych wypowiedziach publicznych. Zaimek beliau to uprzejma forma trzeciej osoby liczby pojedynczej. Wyrażenie anda sekalian (2. os. lmn.) ma charakter oficjalny. Zaimek kalian (również 2. os. lmn.) to stosunkowo nowa forma, którą nie posługują się wszyscy użytkownicy języka. Poza użyciem nieformalnym zaimek aku znajduje zastosowanie w roli formy literackiej. Niekiedy zaimek aku przenika do języka publicznego i komunikatów neutralnych. O ile formy dikau i daku (odpowiadające engkau i aku) występują wyłącznie w stylu literackim, to formy 3. os. – ia i dia – mogą funkcjonować wymiennie (w pozycji przed czasownikiem). Istnieją dwie formy pierwszej osoby liczby mnogiej: kita – inclusivus, czyli „my” z uwzględnieniem odbiorcy, oraz kami – exclusivus, czyli „my” z wykluczeniem odbiorcy. Rozróżnienie to jest typowe dla języków austronezyjskich.
Zaimki dia/ia i mereka odnoszą się przede wszystkim do ludzi, przy czym w stylu dziennikarskim bywają stosowane również w kontekście opisu zwierząt bądź obiektów nieożywionych. Użycie to wykracza jednak poza praktykę znacznej części użytkowników języka. Mimo to pokrewny znaczeniowo sufiks -nya, dołączany do rzeczowników i czasowników, odnosi się także do wyżej wymienionych. Inną jego funkcją jest opcjonalne wyrażanie określoności (odpowiednik przedimka określonego the w języku angielskim, preferowany przez tych Indonezyjczyków, których własne języki dopuszczają analogiczne zjawisko).
Zaimek anda (Anda) został wprowadzony w latach 50. XX w. i pierwotnie miał być neutralnym zaimkiem drugiej osoby, odpowiadającym np. angielskiemu you. Ostatecznie przyjął się jedynie jako forma oficjalna (np. w reklamach, ogłoszeniach) i jest stosunkowo rzadko spotykany w języku mówionym (choć od lat 80. notuje się wzrost jego popularności). Bywa zapisywany zarówno wielką, jak i małą literą. Zapis dużą literą podkreśla charakter tego słowa jako zwrotu do odbiorcy (podobnie jak Ibu lub „Pani”), jest to też forma udokumentowana przez oficjalne słowniki języka indonezyjskiego. Pisownia małą literą powstała na bazie analogii do mniej zdystansowanych zaimków osobowych, takich jak kamu i kalian, i również jest często spotykana w tekstach.
Podobnie jak w wielu innych językach Azji Południowo-Wschodniej (ale inaczej niż np. w językach Europy), w indonezyjskim istnieje duża grupa zaimków osobowych będących zapożyczeniami. Zaimki aku, (eng)kau, kamu, ia, kita i kami wywodzą się bezpośrednio z języka praaustronezyjskiego (nie są to zapożyczenia). Forma aku odpowiada np. hawajskiemu au, kiriwińskiemu agu i praaustronezyjskiemu *aku. Do elementów o rodowodzie obcym należą natomiast zaimki: saya (sanskryt), mereka (język starojawajski – kawi) i kalian (język minangkabau). Inne pożyczki (jak np. gue i lu – z chińskiego dialektu hokkien) są właściwe dla potocznych odmian języka. Odnotowano także użycie form pochodzenia europejskiego: I i you  – z angielskiego (np. przy zwracaniu się do obcokrajowców lub pod wpływem kultury zachodniej) – oraz éke (1. os. lp.), yéy (2. os.) i dése (3. os.) – od niderl. ikke, jij i deze.
Na sposób i częstotliwość użycia poszczególnych zaimków mają wpływ preferencje regionalne oraz pierwszy język danej osoby. Różnice w praktyce językowej, odzwierciedlające podłoże regionalne, dotyczą również sytuacji oficjalnych. Przykładowo zaimek aku występuje też w języku jawajskim i jest kojarzony z jego użytkownikami (choć zarazem należy do rodzimego zasobu języka malajskiego). We wschodnich prowincjach Indonezji używany jest rzadko, tam bowiem preferuje się saya. Batakowie często używają kau lub engkau zamiast kamu, jako że pokrewna forma batacka (hamu) odnosi się do osób o wyższym statusie. W języku codziennym zaimek kita może być używany zarówno jako forma inkluzywna, jak i ekskluzywna (użycie kita zamiast kami jest charakterystyczną cechą dialektu Dżakarty). Do specyfiki mowy mieszkańców Dżakarty należą również zaimki gua/gue (1. os. lp.) i lu/elu (2. os. lp.). Zaobserwowano też użycie kita w roli zaimka 1. os. lp.
Na co dzień zaimki osobowe zastępuje się często wyrazami związanymi z pokrewieństwem i zwrotami grzecznościowymi. Należą do nich m.in.: saudara („brat, siostra”) – do osób w tym samym wieku lub młodszych, bapak („ojciec”) / ibu („matka”) – do osób starszych lub każdej osoby w wieku małżeńskim. Zbliżone znaczeniowo do bapak i ibu są sporadycznie używane zamienniki om („wujek”) i tante („ciotka”). Zwroty grzecznościowe tuan („pan”) i nyonya („pani”) są współcześnie rzadko używane. W języku indonezyjskim istnieje wiele podobnych zwrotów o podłożu regionalnym, mających swoje źródło w językach poszczególnych grup etnicznych. Do powszechnie znanych, choć powiązanych z Jawajczykami, należą określenia mbak („starsza siostra”) i mas („starszy brat”). Powszechne jest również używanie w charakterze zaimka imienia osoby będącej adresatem wypowiedzi. W podobny sposób zaimek 1. os. lp. można zastąpić wyrazem dotyczącym pokrewieństwa lub imieniem.

## Słownictwo i zapożyczenia

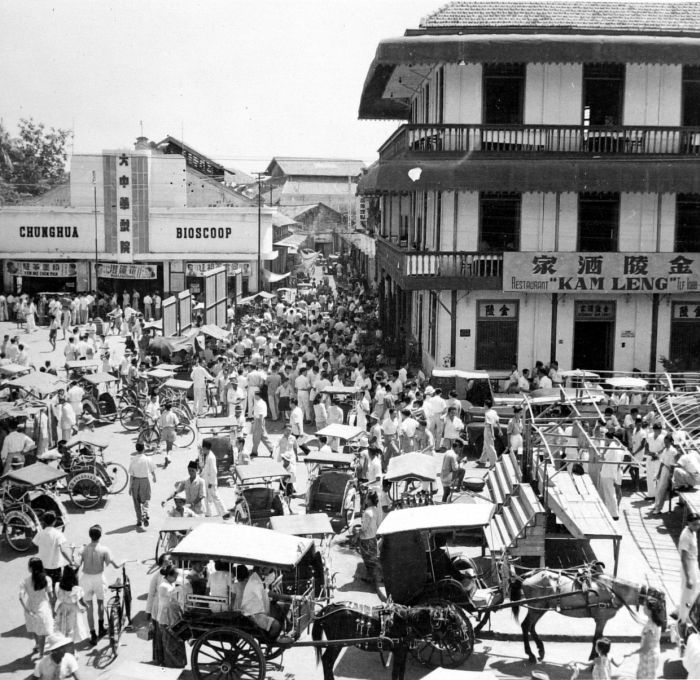
Indonezyjskie słowo bioskop pochodzi od niderlandzkiego bioscoop („kino”).

Otwartość na wpływy obce – zarówno słownikowe, jak i gramatyczne – to ogólna cecha języka malajskiego jako lingua franca. W języku malajskim (i indonezyjskim) zadomowiło się wiele zapożyczeń, m.in. z języków indyjskich (sanskrytu i tamilskiego), arabskiego i perskiego, innych języków regionu (zwłaszcza jawajskiego) oraz języków europejskich. W okresie kolonialnym istotnym źródłem zapożyczeń był język niderlandzki. Istnieje też duża grupa pożyczek z języka minangkabau oraz niektórych innych rodzimych języków archipelagu (sundajski, madurski, balijski, aceh, banjar). Zasoby języków regionalnych zostały świadomie wykorzystane w tworzeniu nowych terminów związanych z nauką i techniką. Napływ zapożyczeń w ogromnym stopniu przekształcił fonotaktykę indonezyjską, w tym strukturę sylabową. Dodatkowo dobór słownictwa i cech wymowy bywa uzależniony od wpływów lokalnych.
Kolonizacja holenderska pozostawiła ślad w języku indonezyjskim w postaci słów takich jak kualitas („jakość”), redaksi („redakcja”), kamar („pokój”), kantor („biuro”) czy rubrik („rubryka”). Pożyczki niderlandzkie dotyczą różnych sfer nowoczesnego życia (szkolnictwo, medycyna, polityka, prawo, kulinaria). Innym językiem, który wywarł wpływ na indonezyjski, jest portugalski, który od XVI do XIX w., wraz z malajskim, był stosowany jako język handlowy (zwłaszcza w odmianie kreolskiej). Z portugalskiego indonezyjski zaczerpnął takie słowa jak meja („stół”), jendela („okno”), gereja („kościół”), bendera („flaga”) czy Minggu („niedziela”). Słowa takie jak anugerah („nagroda, dar”), bahaya („niebezpieczeństwo”), bangsa („naród”), bahasa („język, dobre maniery”) i agama („religia”) mają natomiast swoje pochodzenie w sanskrycie. Pożyczki sanskryckie (i terminy powstające na ich bazie) często funkcjonują jako formy ugrzecznione bądź bardziej wyrafinowane od wyrazów rodzimych (są wśród nich imiona, nazwy odznaczeń czy instytucji, a także eufemizmy). Z arabskiego pochodzą zarówno terminy religijne (mniej lub bardziej zadomowione), jak i pewne elementy leksykalne niezwiązane z kulturą islamu. Do tych drugich należą przykładowo: waktu („czas”), zaman/jaman („okres”, w kontekście czasu), musim („pora roku”), ikhlas („szczery”), kabar („wieści”), khusus („specjalny”). Część arabizmów przenikła do języka za pośrednictwem perskiego, który również był znaczącym źródłem zapożyczeń; przykłady wyrazów perskich w języku indonezyjskim to: anggur („wino”), bandar („port”), dewan („rada”, w znaczeniu instytucji), pasar („rynek”).
Indonezyjski zapożyczył też pewne wyrazy z języków chińskich (m.in. hokkien i hakka), np.: tukang („rzemieślnik”), cat („farba”), cengkih („goździk”), mi/mie („makaron”), dżakarckie zaimki gue/gua i lu („ja” i „ty”). Ich liczba jest jednak stosunkowo niewielka, biorąc pod uwagę skalę kontaktu. Są silnie reprezentowane w słownictwie związanym z praktycznymi aspektami życia codziennego, w szczególności w dziedzinie kulinariów, nazw potraw i napojów. Japonizmy w języku indonezyjskim, pochodzące z okresu administracji japońskiej, mają zaś przede wszystkim charakter historyczny; zasadniczo nie zachowały się w codziennym obiegu.
Do szeroko używanych pożyczek z jawajskiego, głównego języka regionalnego Indonezji, należą takie słowa jak bisa („móc, umieć”; obok dapat o podłożu malajskim), pintar („mądry”; obok malajskiego pandai) czy też olahraga („sport”). Słownictwo pochodzenia jawajskiego obejmuje zarówno wyrazy uzupełniające leksykę rodzimą (wulgaryzmy, słowa humorystyczne, kolokwializmy), jak i dodatkowe synonimy, mające swoje odpowiedniki o pochodzeniu malajskim. Z jawajskiego wywodzą się potoczne partykuły i wyrazy modalne takie jak lho, lha, kok/koq. Kolokwializmy z dialektu dżakarckiego (np. doyan – „lubić”, jako synonim suka) przedostają się do domen języka formalnego, w tym piśmiennictwa i utworów muzycznych. Zapożyczenia z języka minangkabau (blisko spokrewnionego jako przedstawiciel języków malajskich) są trudne do odróżnienia od wyrazów odziedziczonych (są wśród nich np. słowa: gadis – „dziewczyna”, bersua – „spotkać się”, datar – „płaski”, dangkal – „płytki”). Zapożyczenia sięgają również morfologii. Afiksy obce (po części wciąż produktywne) pochodzą z takich języków jak sanskryt (np. antar- – „między-”, tuna- – „bez-, pozbawiony”), arabski (-awi – tworzy przymiotniki od rzeczowników, por. sanskryckie manusia – „człowiek”, manusiawi – „ludzki”) i niderlandzki (np. łacińskie -(is)asi, -itas – tworzą rzeczowniki abstrakcyjne).
W języku indonezyjskim istnieje też grupa specyficznych wyrażeń i określeń, które podejrzewa się o bycie kalkami pochodzenia niderlandzkiego. Często są to wyrazy związane ze sferami oficjalnymi. Przykładowo: keberatan („sprzeciw”, por. niderl. bezwaar), pengisap debu („odkurzacz”, por. niderl. stofzuiger), rumah sakit („dom chorych” = „szpital”, nie zaś „chory dom”, por. niderl. ziekenhuis), jurusan („kierunek”, również na uczelni, por. niderl. richting), jiwa („dusza”, używane przy liczeniu mieszkańców, por. niderl. ziel). Za sformułowania naśladujące wzorce holenderskie uchodzą też takie wyrażenia jak: berjalan kaki („iść pieszo”, por. niderl. te voet gaan), pada umumnya („ogólnie”, por. niderl. over het algemeen), tidak begitu sukar („nie tak trudny”, por. niderl. niet zo moeilijk). Niderlandzki wywarł również wpływ na składnię języka formalnego, w tym pisanego (w zakresie rozbudowanych struktur zdaniowych i sposobu organizacji tekstu). Pod naciskiem języka niderlandzkiego wyrażenia pytajne takie jak di mana („gdzie”, niderl. waar) i dari mana („skąd”, niderl. waarvan) przyjęły się jako składniki zdań złożonych; np. w zdaniu „Daerah dari mana sayur-mayur itu didatangkan terletak jauh di pedalaman” („Region, skąd sprowadza się warzywa, położony jest daleko w głębi lądu”). Pod naporem języków zachodnich konstrukcje bierne zostały częściowo wyparte przez konstrukcje w stronie czynnej; zmiana ta dotyczy formalnego języka pisanego.
We współczesnym języku indonezyjskim powszechne są zapożyczenia z języka angielskiego. Należą tu takie wyrazy jak globalisasi, televisi czy też czasowniki men-download, meng-sms itp. Wiele z nich to wyrazy międzynarodowe, występujące w różnych językach świata i związane z aspektami nowoczesnego życia; w niektórych przypadkach anglicyzmy częściowo lub całkowicie wyparły wcześniejsze pożyczki holenderskie. W latach 70.–90. do języka wprowadzono dużo neologizmów – nowych słów opartych na wzorcach języków takich jak sanskryt czy jawajski. Są to przede wszystkim terminy techniczne, nazwy zawodów czy też słowa określające zjawiska społeczne i ekonomiczne. Języki lokalne takie jak sundajski i jawajski wciąż wywierają duży wpływ na język indonezyjski, nie tylko na płaszczyźnie słownictwa, lecz także w zakresie kolokacji, struktury zdaniowej i idiomów. Środki masowego przekazu natomiast często upowszechniają struktury i wyrazy pochodzenia angielskiego, prowadząc do stałego powstawania innowacji językowych.
W czasach kolonialnych odmiany malajskiego z Indonezji użyczyły szereg zapożyczeń językowi niderlandzkiemu; ich historia sięga okresu sprzed ustanowienia i standaryzacji indonezyjskiego języka narodowego. Nierzadko zapożyczanie wiązało się z pewnymi przesunięciami semantycznymi (zmiana zakresu znaczeniowego, pejoratywizacja). W szerszym obiegu w języku niderlandzkim zachowały się takie wyrazy malajskie jak: bakkeleien („spierać się”; por. mal. berkelahi, z sanskr.), kroepoek (rodzaj prażynek, por. mal. kerupuk), senang („szczęśliwy”), nasi („ryż smażony”, por. mal. nasi – „ryż [ugotowany]”), piekeren („przejmować się, rozmyślać”; por. mal. pikir – „myśleć”, z arab.). Jawanizmy w języku holenderskim, w tym pienter („mądry, inteligentny”, por. mal. pintar) i amok („atak szału”, por. mal. amuk), również mogą mieć źródło w pewnej lokalnej (jawajskiej) formie malajskiego.

## Piśmiennictwo i pisownia

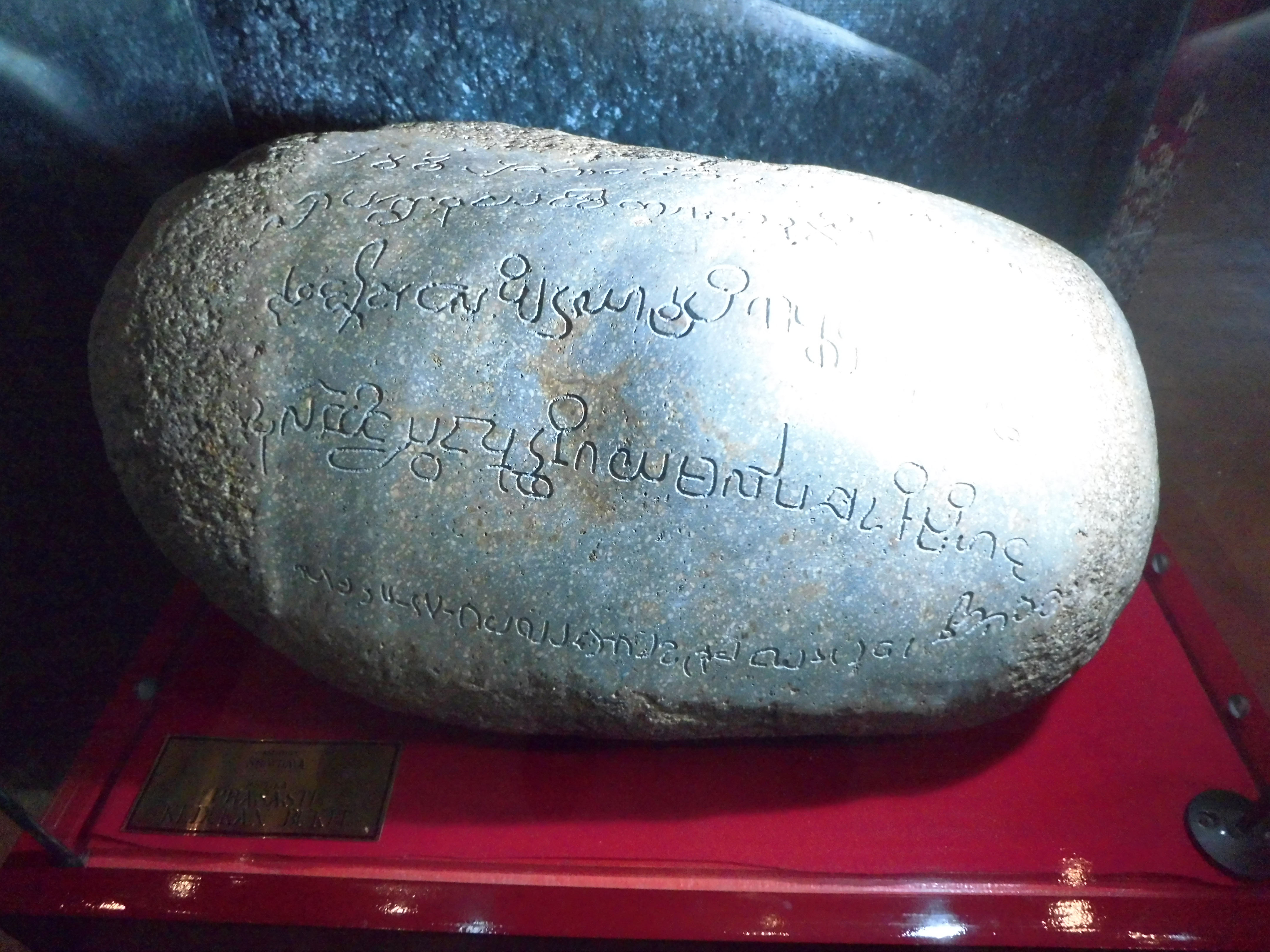
Inskrypcja z Kedukan Bukit na Sumatrze stanowi zabytek piśmiennictwa malajskiego i jest najstarszym zachowanym tekstem w języku staromalajskim.

Najwcześniejsze próbki języka malajskiego, w postaci kamiennych zapisów z VII w. n.e., zostały odkryte na terytorium dzisiejszej Indonezji (w południowej Sumatrze i na wyspie Bangka). Inskrypcje sporządzono przy użyciu wariantu pisma pallava (pochodzenia indyjskiego). Na Sumatrze odnaleziono najstarszą znaną inskrypcję w języku staromalajskim (682/683 r.), określaną jako inskrypcja z Kedukan Bukit. Najstarszym zachowanym rękopisem w języku malajskim jest zaś XIV-wieczny rękopis z Tanjung Tanah, odnaleziony w regionie Kerinci. Tekst ten został zapisany przy użyciu późniejszego systemu zapisu, będącego pochodną pisma pallava. Oddziaływanie kultury islamu (XIV–XV w.) w regionie malajskojęzycznym doprowadziło do ukształtowania się pisma jawi, zmodyfikowanej wersji pisma arabskiego. Pod wpływem europejskim zainicjowano użycie alfabetu łacińskiego, który był popularyzowany wraz z szerzeniem chrześcijaństwa, zwłaszcza we wschodniej Indonezji. Od XVII w. datuje się postępujący wzrost znaczenia alfabetu łacińskiego (na niekorzyść pisma jawi) w tym zakątku świata.

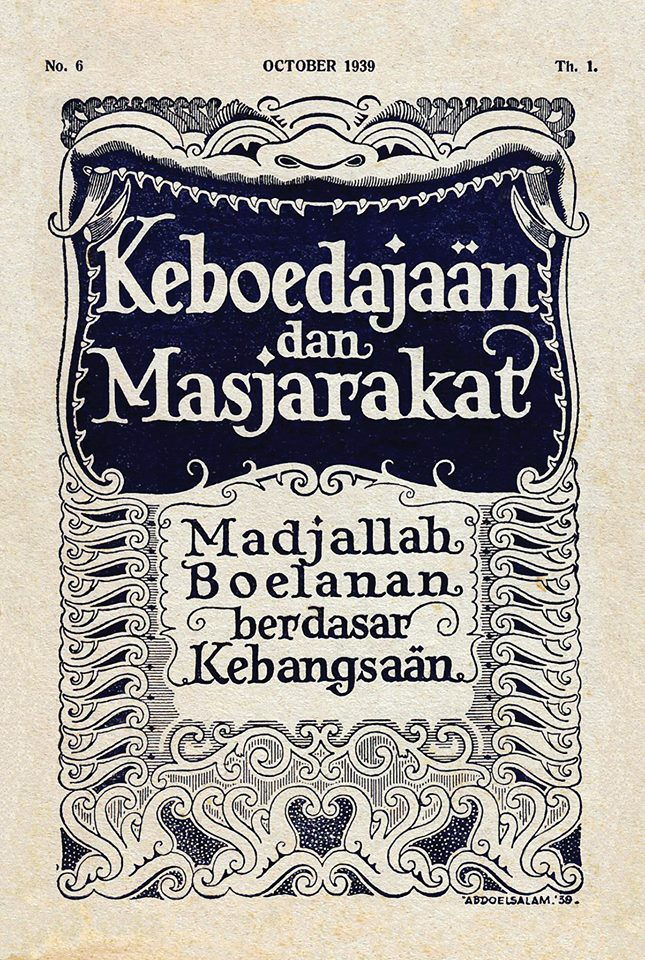
Przykład ortografii van Ophuijsena (czasopismo „Keboedajaän dan Masjarakat”, 1939).

W XIX wieku nie istniał żaden oficjalny system pisowni dla języka malajskiego w Holenderskich Indiach Wschodnich, lecz osiągnięto pewną dozę jednolitości w zapisie, za sprawą formy pisma arabskiego popularyzowanej w podręcznikach. Do końca XIX wieku powstały różne propozycje pisowni na bazie alfabetu łacińskiego. W 1901 roku zaczęto stosować ortografię łacińską, którą opracował holenderski lingwista Charles Adriaan van Ophuijsen i która została oficjalnie przyjęta przez holenderskie władze kolonialne. Pismo jawi szybko wyszło z użycia, ustępując miejsca ortografii opartej na niderlandzkiej. W 1947 roku wprowadzono system ortografii Soewandiego, który pociągnął za sobą szereg zmian, przede wszystkim zastąpiono symbol oe znakiem u, a zapis pożyczek obcych zmieniono tak, aby bardziej odpowiadał wymowie indonezyjskiej.
W późniejszym czasie instytucja Badan Bahasa była zaangażowana w opracowanie trzech kolejnych reform ortograficznych: ortografii reformacyjnej z 1957 roku, systemu pisowni Melindo z 1959 roku oraz nowej ortografii z 1966 roku. Reforma z 1957 roku miała ustanowić zasadę, zgodnie z którą jeden dźwięk języka powinien być reprezentowany przez jeden znak na piśmie (czego konsekwencją byłoby np. zastąpienie dwuznaku ny symbolem ñ). Ostatecznie pisownia ta nie została upubliczniona z powodu kłopotów finansowych. Z kolei system ortografii Melindo (Melayu-Indonesian) z 1959 roku miał na celu ujednolicenie pisowni między Indonezją a Malezją, przy czym do wprowadzenia planowanej reformy w końcu nie doszło, o czym zadecydowały napięcia polityczne między krajami. W 1967 roku Malezja i Indonezja osiągnęły porozumienie w sprawie unifikacji systemu pisowni. Projekt nowej ortografii (Ejaan Baru), bliski ortografii Melindo, nie został jednak przyjęty, tym razem ze względów ekonomicznych.
Do wprowadzenia gruntownej reformy ortograficznej doszło dopiero w 1972 roku, kiedy to oficjalnym uczyniono system zapisu zwany udoskonaloną ortografią (Ejaan yang Disempurnakan, EYD). Reforma ta doprowadziła do harmonizacji pisowni między Indonezją a Malezją i odejścia od niektórych elementów ortografii holenderskiej. Dotychczasowy znak j zastąpiono literą y, a w miejsce dwuznaków tj, dj, nj, sj, ch wprowadzono odpowiednio: c, j, ny, sy, kh. Ortografia ta wciąż stanowi podstawę współczesnego piśmiennictwa indonezyjskiego. Od lat 70. XX w. zmiany w pisowni były ograniczone do minimalnych modyfikacji przepisów ortograficznych, bez ingerencji w podstawowe zasady zapisu. W pisowni indonezyjskiej do dziś istnieje pewna doza wariantywności, zwłaszcza jeśli chodzi o zapis wyrazów zapożyczonych.

## Słowniki

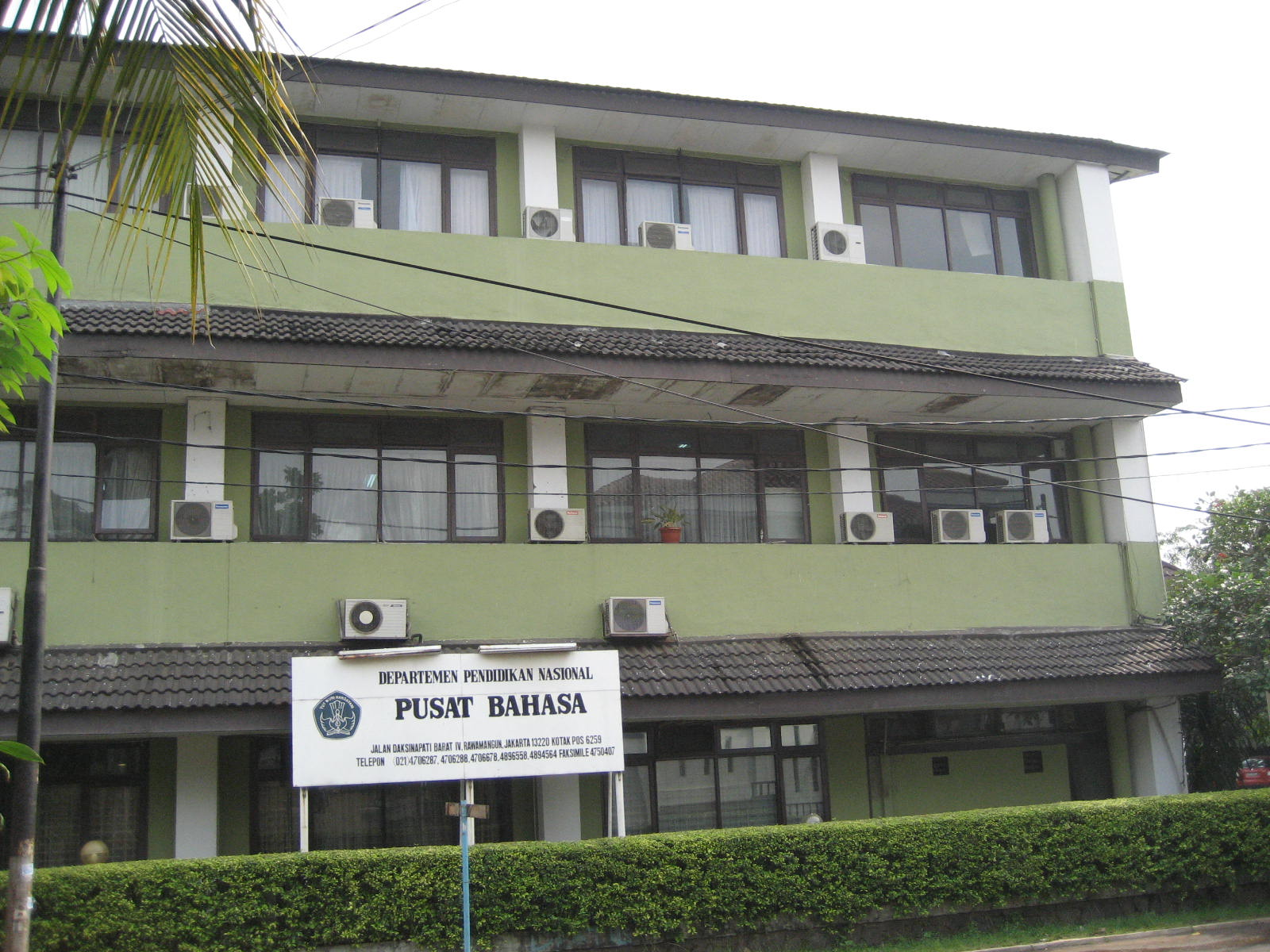
Główny budynek Badan Pengembangan dan Pembinaan Bahasa

Po 1928 roku powstało kilka jednojęzycznych słowników języka indonezyjskiego. Pierwszą obszerną tego typu publikacją stał się Kamus Umum Bahasa Indonesia z 1957 roku (autorstwo: W.J.S. Poerwadarminta). Przez wiele lat słownik ten służył jako źródło autorytatywne dla języka indonezyjskiego.
W 1988 roku ogłoszono pierwsze wydanie słownika Kamus Besar Bahasa Indonesia (KBBI), od tego momentu sporządzanego przez narodowe gremium językowe – Badan Pengembangan dan Pembinaan Bahasa. Wydawanie KBBI zapoczątkował językoznawca Anton M. Moeliono. Słownik ma charakter autorytatywny, jest najobszerniejszą tego typu publikacją i ma za zadanie kodyfikację normy języka indonezyjskiego. Dotychczas doczekał się kilku uzupełnionych wydań.
Do najszerzej używanych słowników indonezyjsko-angielskich i angielsko-indonezyjskich należą Kamus Indonesia-Inggris i Kamus Inggris-Indonesia (autorstwo: John M. Echols i Hassan Shadily, pierwsze wydania w latach 60. i 70. XX w.). Publikacje te wyróżniają się swoją obszernością, przy czym nie uwzględniają zmian językowych, które nastąpiły po 1998 r., a także nowszych form wyrazowych, które powstały w czasach nasilonej globalizacji.
Większość słowników języka indonezyjskiego zakłada znajomość właściwej dla tego języka struktury wyrazowej; materiał leksykalny jest bowiem porządkowany według rdzeni wyrazowych, a nie form pochodnych (np. czasownik melihat – „widzieć” znajduje się pod artykułem hasłowym lihat). Istnieją słowniki dydaktyczne, w których odchodzi się od tego podejścia, stawiając na dodatkowe rozpatrywanie każdej formy pochodnej z osobna.

## Malajski a indonezyjski
Poniższe teksty są fragmentami oficjalnych tłumaczeń Powszechnej Deklaracji Praw Człowieka na język malajski oraz wariant indonezyjski, wraz z tekstem oryginalnej deklaracji w języku angielskim:
| angielski | indonezyjski | malajski |
| --- | --- | --- |
| Universal Declaration of Human Rights | Pernyataan Umum tentang Hak Asasi Manusia | Perisytiharan Hak Asasi Manusia sejagat |
| Article 1 | Pasal 1 | Perkara 1 |
| All human beings are born free and equal in dignity and rights. They are endowed with reason and conscience and should act towards one another in a spirit of brotherhood. | Semua orang dilahirkan merdeka dan mempunyai martabat dan hak-hak yang sama. Mereka dikaruniai akal dan hati nurani dan hendaknya bergaul satu sama lain dalam semangat persaudaraan. | Semua manusia dilahirkan bebas dan sama rata dari segi maruah dan hak-hak. Mereka mempunyai pemikiran dan perasaan hati dan hendaklah bergaul dengan semangat persaudaraan. |

Indonezyjski nie jest tożsamy z językiem narodowym Malezji, ale na poziomie odmian standardowych oba języki dają się klasyfikować jako warianty jednego języka. W myśl tego ujęcia mówi się o języku malajskim jako o tzw. języku policentrycznym, z dwoma podstawowymi wariantami: malezyjskim i indonezyjskim, których kształt różnicują m.in. odmienne podejścia do polityki językowej ze strony obu krajów. O ile podejmowano inicjatywy na rzecz ujednolicenia języka malajskiego (w zakresie pisowni, ale też terminologii, gramatyki i wymowy), to natrafiły one na trudności związane z odrębnym rozwojem sytuacji językowej w poszczególnych krajach. Współcześnie istnieje tendencja do oddalania się indonezyjskiego od pozostałych odmian języka malajskiego. Wynika to z wpływów języków etnicznych w Indonezji, które wzbogacają słownictwo indonezyjskie o nowe wyrazy, i rzadszego kontaktu jego użytkowników z językiem malajskim używanym w Malezji czy Singapurze. Od momentu powołania Majlis Bahasa Indonesia-Malaysia w 1972 roku próby koordynacji rozwoju odmian narodowych skupiają się na standaryzacji ortografii i terminologii (czyli domen języka pisanego), nie ingerując w pozostałe obszary użycia języka.
Różnice między indonezyjskim a pobliskimi wariantami języka malajskiego dotyczą aspektów słownictwa, wymowy i łączliwości morfologicznej. Indonezyjski odróżnia się m.in. zasobem zapożyczeń niderlandzkich, które często odpowiadają anglicyzmom w Malezji, Brunei i Singapurze. Zapożyczył też dodatkowe elementy leksyki jawajskiej, które nie występują w pozostałych odmianach malajskiego. Tym niemniej język Malezji nie opiera się wpływom indonezyjskim, docierającym za pośrednictwem filmów i czasopism. Historycznie modele indonezyjskie stały się wręcz oparciem dla standaryzacji języka narodowego w Malezji. Z drugiej strony zapożyczenia malezyjskie są w Indonezji bardzo rzadkie (są wśród nich pewne wyrazy rozpowszechnione poprzez prasę, np. pakar – „specjalista”, kawasan – „region”).
Kwestie związane z tożsamością narodową sprawiają, że w Indonezji kładzie się nacisk na odrębność języka indonezyjskiego od odmian malajskiego używanych w krajach ościennych. W kontekście indonezyjskim nazwa „język malajski” określa jeden z języków regionalnych kraju, tj. język etnicznej ludności malajskiej na Sumatrze i w archipelagu Riau. Z kolei termin „język indonezyjski” pozwala odseparować wspólny język narodowy od powiązań z konkretną grupą etniczną (Malajami).

## Odmiany i języki regionalne
Indonezyjski jest odmianą języka malajskiego używaną w roli lingua franca na terytorium Indonezji. Istnieje zarówno w postaci języka standardowego, szerzonego przez system edukacji, jak i jako zbiór słabiej opisanych, ale żywych odmian potocznych, które podkłada się pod ten sam termin. Standardowy indonezyjski wywodzi się z klasycznego języka literackiego (a dokładniej z odmiany literackiej johor-riau) i jako taki pełni funkcję odmiany wysokiej. Jest językiem oficjalnym, wariantem stosowanym w piśmie, utożsamianym z literaturą, edukacją i administracją państwową. W formie ustnej właściwy jest przede wszystkim dla sytuacji oficjalnych, gdzie służy do odczytywania tekstów, np. przemówień, wiadomości telewizyjnych czy wykładów. Co istotne, jego znajomość nabywana jest na drodze formalnej edukacji (a także za pośrednictwem środków masowego przekazu, w tym telewizji), natomiast narzędziem komunikacji codziennej i zarazem językiem przyswajanym jako pierwszy, używanym w środowisku domowym, pozostaje odmiana niska (potoczna) języka indonezyjskiego. Podobną funkcję w kontaktach codziennych może pełnić również jeden spośród wielu języków regionalnych. Sytuacja językowa w archipelagu określana jest mianem dyglosji .
W praktyce wszyscy użytkownicy języka indonezyjskiego są przynajmniej bidialektalni lub dwujęzyczni, co obrazuje złożoność panującej w kraju sytuacji etnolingwistycznej. Łącznie na terenie kraju wyróżnia się ponad 700 języków lokalnych, z czego najczęściej używane to jawajski i sundajski. Często, choć nie zawsze, ich znajomość jest powiązana z przynależnością do jednej z grup etnicznych. Zakres i powszechność ich stosowania różni się między regionami – niekiedy są wykorzystywane zarówno w obiegu oficjalnym, jak i nieformalnym, w innych zaś przypadkach służą głównie do kontaktów nieformalnych, a ich formalnym odpowiednikiem jest język indonezyjski. Pomniejsze języki, o niewielkiej liczbie użytkowników, często tracą na znaczeniu pod wpływem ekspansji języka narodowego bądź innych języków o szerszym zasięgu . Instytucje władz centralnych i miejscowych z reguły nie posługują się językami lokalnymi (z nielicznymi wyjątkami), stawiając na praktycznie całościowe użycie języka indonezyjskiego we wszelkich interakcjach oficjalnych. Podobnie w piśmiennictwie występuje prawie wyłącznie język indonezyjski; publikacje w innych językach (jeśli te w ogóle są zapisywane) należą do rzadkości. Dodatkowo umiejętność czytania i pisania jest zasadniczo współzależna ze znajomością indonezyjskiego.
Standardowy język indonezyjski (bahasa baku) bywa opisywany jako wynik świadomych działań związanych z planowaniem językowym. Jego rozwój zainicjowano bowiem podczas okresu kolonialnego, pod auspicjami holenderskich uczonych i ówczesnej administracji, a jego gramatyka została świadomie usystematyzowana na wzór języków zachodnich. Jako taki nie jest tożsamy z wieloma potocznymi odmianami tego języka (bahasa sehari-hari lub bahasa pasar), które ewoluują w sposób bardziej spontaniczny w różnych zakątkach kraju, służąc jako środki codziennej komunikacji. W kontekście języka standardowego materiały opisowe i próby inżynierii językowej niejednokrotnie akcentują złożoność morfologii malajsko-indonezyjskiej, naśladując rozbudowane struktury innych języków narodowych (takich jak angielski). Pewne cechy typologii, takie jak chociażby sztywny szyk wyrazów, w dużej mierze odróżniają bahasa baku od struktur arealnych języków Azji Południowo-Wschodniej, co jest skutkiem inspirowania się (prestiżowym) europejskim modelem gramatyki w procesie standaryzacji. Również w modernizacji leksyki indonezyjskiej znaczącym czynnikiem były interwencje autorów i komitetów, które zabiegały o poszerzenie słownictwa narodowego o nowe wyrazy. Luki słownikowe wypełniano poprzez celowe i zorganizowane zapożyczanie nie tylko z języków obcych, ale również ze źródeł regionalnych i starszych form malajskiego. Mimo to Ulrich Kozok nie zgadza się z opinią, jakoby indonezyjski był językiem ukształtowanym sztucznie lub wywodzącym się wyłącznie z literackiego malajskiego, podkreślając, że ogromny udział w jego rozwoju mieli sami użytkownicy, zróżnicowani etnicznie i językowo. Jak zaznacza Kozok, pewnym wpływom instytucjonalnej regulacji nie opierają się również inne języki Azji i Europy, toteż nie jest to zjawisko specyficzne dla języka indonezyjskiego. 
Odmiany indonezyjskiego są liczne, ale w dużej mierze słabo przebadane. Różnicowaniu się języka narodowego sprzyjają wpływy języków miejscowych, z którymi łączy go wiele punktów wspólnych – w zakresie struktury i słownictwa. Większość spośród tych form ma charakter ściśle lokalny, lecz w dużych miastach na popularności zyskuje mowa potoczna mieszkańców Dżakarty (Colloquial Jakarta Indonesian), głównie przez wpływ mediów – programów telewizyjnych, audycji radiowych czy muzyki. Często jest zwana po prostu „potocznym indonezyjskim”. Współcześnie, jako prestiżowy kod, wkracza także do domen zdominowanych dawniej przez język literacki, a jej wpływy uwidaczniają się również poza rejonem stolicy. Nie jest powiązana z konkretną grupą etniczną (stała się symbolem nowoczesnej tożsamości miejskiej). Historycznym prekursorem i bliskim krewnym tej odmiany jest malajski betawi, czyli mowa Betawi, rdzennej ludności stolicy. W sytuacjach formalnych standardowy indonezyjski pozostaje jednak najczęściej używaną odmianą języka, a dialekt dżakarcki pojawia się głównie w swobodnych formach przekazu, jak np. czasopisma młodzieżowe, wiadomości tekstowe czy reklamy. Dialekt dżakarcki nie jest akceptowany we wszystkich domenach życia, np. w wypowiedziach skierowanych do ogółu. Pojawiają się bowiem głosy, że może „alienować” niektórych odbiorców. Pozostałe odmiany języka potocznego (nawet te dość znaczące, jak np. język miasta Medan) nie zostały bliżej opisane w literaturze.

## Indonezyjski jako język obcy

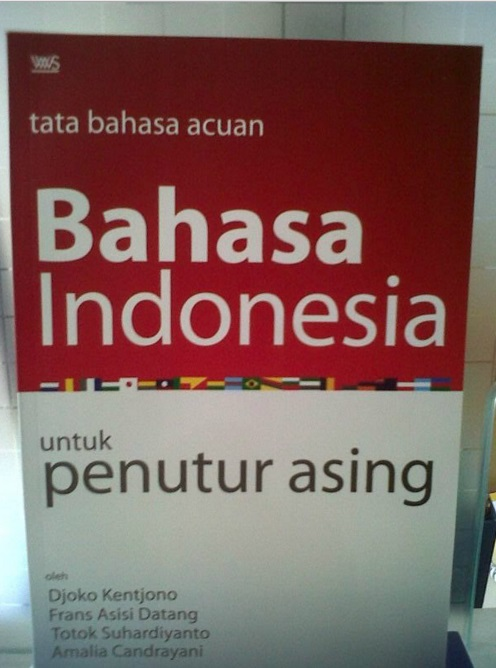
BIPA (Bahasa Indonesia untuk Penutur Asing), książka wspomagająca naukę języka indonezyjskiego.

Zaobserwowano wzrost zainteresowania językiem indonezyjskim wśród obcokrajowców. Oprócz uczelni publicznych kursy tego języka zaczęły oferować również instytucje prywatne, jak np. Australia Language Foundation i Lembaga Indonesia Amerika. Już w 1988 roku nauczyciele tego języka wskazali na potrzebę opracowania odpowiednich materiałów dydaktycznych – BIPA (Bahasa Indonesia bagi Penutur Asing, dosł. „język indonezyjski dla obcokrajowców”), a potrzeba ta została uwydatniona podczas IV Międzynarodowej Konferencji nt. Nauczania Indonezyjskiego dla Użytkowników Innych Języków, która odbyła się w 2001 roku.
Popularnie bywa spotykane przekonanie, jakoby indonezyjska gramatyka miała „uproszczony” charakter, co ma czynić ten język wyjątkowo łatwym do nauczenia. Spostrzeżenie to wynika z jego cech izolujących (widocznych zwłaszcza w odmianach potocznych, zatracających elementy systemu afiksów), które objawiają się tym, że indonezyjski praktycznie nie wykorzystuje morfologii fleksyjnej i jest pozbawiony części kategorii gramatycznych typowych dla języków europejskich. Gramatyka indonezyjska jest opisywana jako wysoce regularna. Ogólny pogląd o prostocie gramatyki malajskiej rozprzestrzenił się w czasach kolonialnych wśród Europejczyków, którzy byli zaznajomieni jedynie z wehikularnymi odmianami malajskiego (używanymi np. w handlu). W istocie język indonezyjski ma złożony system morfologii derywacyjnej, służący tworzeniu form różnych części mowy; przy użyciu morfologii wyraża też stronę czasownika, a w słowotwórstwie indonezyjskim istotną rolę odgrywa zjawisko reduplikacji, o różnych funkcjach semantycznych.
W publikacji Language Policy in Superdiverse Indonesia stwierdzono, że przekonanie o możliwości szybkiego opanowania języka indonezyjskiego jest często mylne. Podobne stanowisko wyraził m.in. australijski lingwista James Sneddon, który pogląd ten określił mianem „mitu prostoty”. Dodatkowo w opinii Sneddona malajski (i indonezyjski) zawdzięcza swój status nie cechom językowym (takim jak prostota i łatwość nauki), lecz okolicznościom społecznym i politycznym.
Poważnym źródłem trudności w nauce języka indonezyjskiego może być panująca dyglosja, polegająca na istnieniu silnie zarysowanego podziału na język literacki (wysoki) i codzienny mówiony (niski). Cechy leksyki i gramatyki potocznych odmian indonezyjskiego znacznie bowiem odbiegają od norm języka standardowego i literackiego. Amran Halim stwierdził, że odmiany te – język wysoki i niski – są na tyle różne, że nie sposób byłoby ująć je w ramach ujednoliconego podejścia. Zauważono, że w procesie nauczania języka indonezyjskiego często nieprecyzyjnie zrównuje się jego odmianę standardową z odmianami potocznymi, poprzez pomijanie nieformalnych stylów wypowiedzi, co prowadzi później do trudności w rozumieniu języka i nie sprzyja sprawnej komunikacji w sytuacjach życia codziennego.